# 12878 Ернешиллер
12878 Ернешиллер (12878 Erneschiller) — астероїд головного поясу, відкритий 17 серпня 1998 року.
Тіссеранів параметр щодо Юпітера — 3,394.